# Euphorbia lignosa
Euphorbia lignosa är en törelväxtart som beskrevs av Hermann Wilhelm Rudolf Marloth. Euphorbia lignosa ingår i släktet törlar, och familjen törelväxter.
Artens utbredningsområde är Namibia. Inga underarter finns listade i Catalogue of Life.